# 影山のぞみ
影山 のぞみ（かげやま のぞみ ）は、日本の女性食育DJである。

## 人物・来歴
- 静岡県富士市出身。
- 富士市立岩松中学校→静岡県立富士高等学校→山梨大学教育人間科学部ソフトサイエンス課程環境科学コース卒業
- ハイブリッヂコミュニケーション→ライトハウス→ヴィヴィアン（2014年まで）。
- ベジフルティーチャー
- フットサルラジオINVIO!のフットサルラジオチーム（女子チーム）に所属していた。
- 2003年、「カンボジア学校建設2003」のボランティアに携わっている。

## 出演

### TV
- 電波少年的放送局（CS日本・2003年2月 - 6月、3代目専属女子アナ）
- いきいき越谷（テレビ埼玉、現テレ玉）
- 食の達人（SBS・2008年12月）

### ラジオ
- フットサルラジオINVIO!（ラジオNIKKEI第1放送 2004年4月～2007年3月） 
オンデマンド放送あり（放送によってはオンデマンド放送がないときもあるので注意）
- いくぞ！フットサル （エフエムみしま・かんなみ等静岡県内コミュニティFM系列ネット 2005年4月 - 2007年3月）
- Bonita! Futsal（エフエムみしま・かんなみ等静岡県内コミュニティFM系列ネット、エフエム甲府 2007年4月 - 2008年4月）
- JA Fresh Market （FM yokoyohama 84.7、2012年4月 - 2014年3月）
- 鎌倉まめタリアーナ （FM yokoyohama 84.7、2014年11月 - 2020年3月 ）
- 鎌倉まめヴィアージュ(FM yokohama 84.7、2020年4月-)

### その他
- impress TV『ムービーガイドブック』(ナビゲーター)
- 「隔月刊アクションリプレイ」（ブレイン・ストーム・偶数月発行）「影山のぞみ　くっ、ガッツがたりない！」の担当
- 「じゃらん（関東地区）」（リクルート）
- 12代ミス富士の茶娘クイーン（2001年4月 - 2003年3月）